# Megalastrum aquilinum
Megalastrum aquilinum är en träjonväxtart som först beskrevs av Thou., och fick sitt nu gällande namn av Sundue, Rouhan och R. C. Moran. Megalastrum aquilinum ingår i släktet Megalastrum och familjen Dryopteridaceae. Inga underarter finns listade.